# Phalloniscus cooki
Phalloniscus cooki là một loài chân đều trong họ Dubioniscidae. Loài này được Filhol miêu tả khoa học năm 1885.